# Вигода (станція, Львівська залізниця)
Виго́да — парк станції Долина Івано-Франківської дирекції залізничних перевезень Львівської залізниці.
Розташована наприкінці гілки від станції Долина (9 км) у смт Вигода Долинського району Івано-Франківської області. На станції виконується лише вантажна робота.